# Jan Dismas Zelenka
Jan (Lukáš Ignatius) Dismas Zelenka (Louňovice, 16 ottobre 1679 – Dresda, 23 dicembre 1745) è stato un compositore ceco.

## Biografia
Figlio di Jiří Zelenka, un cantore e organista della chiesa di Louňovice, e di Maria Magdalena Hajek, studiò musica presso il collegio dei gesuiti di Praga, dove nel 1704 scrisse la sua prima composizione, oggi perduta. Nel 1709 entrò al servizio del conte Ludwig Joseph von Hartig e nel 1710 come violonista (o contrabbassista) nella cappella di Dresda con un salario di 300 talleri, che quattro anni dopo salirà a 400.
Dal 1716 al 1719 egli fu continuamente in viaggio al fine di perfezionarsi nella composizione. Si recò a Vienna, dove fu allievo di Johann Joseph Fux, maestro della cappella imperiale. Successivamente decise di spingersi in Italia (all'epoca pratica consueta per i compositori d'oltralpe che volevano migliorarsi musicalmente); soggiornò a Napoli, dove forse incontrò e studiò con Alessandro Scarlatti, e poi a Venezia, dove incontrò Antonio Lotti (il quale probabilmente diventò suo insegnante). Nel 1717 fu nuovamente a Vienna, dove fu insegnante di contrappunto di Johann Joachim Quantz. Nel febbraio 1719 lasciò la capitale austriaca per tornare a Dresda e rimanervi sino alla morte, salvo qualche viaggio a Praga.
Con la chiusura dell'Opera italiana di Dresda avvenuta nel 1720, iniziò a comporre musica e a collaborare con i compositori Johann David Heinichen e Giovanni Alberto Ristori per la cappella reale. In questo periodo scrisse molta musica sacra e strumentale, tra la quale si ricordano le sei sonate ZWV181 e le opere per la Settimana Santa ZWV53, ZWV55 e ZWV56. Il 12 settembre 1723 fu rappresentato a Praga il suo melodramma Sancto Wenceslao (Sub olea pacis et palma virtutis) (ZWV175) presso il Clementinum per le celebrazioni dell'incoronazione dell'imperatore Carlo VI e dell'imperatrice Elisabetta Cristina come re e regina di Boemia.
Verso il 1725 fu nominato vice maestro di cappella della musica sacra, accanto a Heinichen, musicista di salute cagionevole; nel luglio 1729, dopo la morte di quest'ultimo, Zelenka sperava di succedergli come maestro di cappella titolare, visto che per molto tempo lo era stato di fatto. Gli fu invece assegnata solo la carica di "compositore di corte". Nel 1731 il posto di Maestro di Cappella venne assegnato ufficialmente a Johann Adolph Hasse. Nel 1733 per i funerali dell'elettore di Sassonia Federico Augusto I compose il Requiem ZWV46 e l'Invitatorium, le 3 Litanie e i 9 Responsoria ZWV47.
Nel 1735 ricevette la carica di Kirchen Compositeur (compositore della musica sacra) con 800 talleri di salario. 

### Morte
Zelenka morì a causa di un edema durante la notte tra il 22 e 23 dicembre 1745 e fu sepolto il 24 presso il cimitero cattolico di Dresda.

## Considerazioni sull'artista
Personalità eminente del periodo tardobarocco, stimato da Johann Sebastian Bach e a lui stilisticamente affine, Zelenka fu dimenticato subito dopo la morte, per essere riscoperto solo nel XIX secolo.
A differenza della maggior parte dei suoi contemporanei, non compose moltissima musica e le sue opere principali furono composte a Dresda nella prima metà degli anni '20. Zelenka compose opere estremamente originali e inusuali per la sua epoca. Nelle sue composizioni sacre scritte per la corte di Dresda, specialmente nella sua ultima messa, collega in parte le tecniche di composizione arcaiche (che ebbero in Palestrina il maggior esponente) con i mezzi stilistici più moderni del suo tempo in modo da ottenere creazioni altamente espressive; tutto questo unito alla propria abilità nell'uso del contrappunto. Egli infatti possedeva un elevato numero di spartiti di compositori italiani, austriaci e boemi. Si dedicò, parallelamente ai compositori austriaci come Fux e agli altri compositori boemi come Heinrich Ignaz Franz Biber e Andreas Hammerschmidt del barocco, quasi completamente alla composizione di musica sacra. La sua grande maestria nel comporre fu ammirata dai coevi, come Johann Sebastian Bach, che lo considerava "suo amico e patrono", Georg Philipp Telemann, Johann Georg Pisendel, Johann Mattheson e Lorenz Christoph Mizler.
Nelle composizioni strumentali di Zelenka, come in quelle dei successori Bedřich Smetana e Antonín Dvořák, possiamo trovare le tipiche tonalità delle danze slave. Nei lavori di musica da camera la strumentazione non è specificata, come accade anche negli ultimi lavori di Bach, il quale durante la sua permanenza a Lipsia lavorava anche per la Corte di Dresda. Subendo un evidente influsso da parte di Fux, in questo genere Zelenka sviluppa la musica secondo lo stile sia italiano sia francese (ciò si nota soprattutto nei suoi capricci ZWV182-85 composti durante il suo secondo soggiorno viennese). In aggiunta a ciò egli conosceva la tradizione musicale del suo paese d'origine, anche se spesso questa ricorresse anonima: prima di Zelenka si ricordano i cechi Adam Václav Michna z Otradovic e Pavel Josef Vejvanovský.

## Opere

### Messe
- Missa Sanctae Caeciliae ZWV 1 in sol maggiore (1711)
- Missa Judica me ZWV 2 (frammento, 1714)
- Missa Corporis Domini ZWV 3 in do maggiore (1719 ca.)
- Missa Sancti Spiritus ZWV 4 in re maggiore (1723)
- Missa Spei ZWV 5 in do maggiore (perduta, 1724)
- Missa Fidei ZWV 6 in do maggiore (1725)
- Missa Paschalis ZWV 7 in re maggiore (1726)
- Missa Nativitatis Domini ZWV 8 in re maggiore (1726)
- Missa Corporis Domini ZWV 9 in re maggiore (1727 ca.)
- Missa Charitatis ZWV 10 in re maggiore (1727 ca.)
- Missa Circumcisionis ZWV 11 in re maggiore (1728)
- Missa Divi Xaverii ZWV 12 in re maggiore (1729)
- Missa Gratias agimus tibi ZWV 13 in re maggiore (1730)
- Missa Sancti Josephi ZWV 14 in re maggiore (1732 ca.)
- Missa Eucharistica ZWV 15 in re maggiore (1733)
- Missa Purificationis ZWV 16 in re maggiore (1733)
- Missa Sanctissimae Trinitatis ZWV 17 in la minore (1736)
- Missa Votiva ZWV 18 in mi minore (1739)
- Missa Dei Patris ZWV 19 in do maggiore (1740)
- Missa Dei Filii ZWV 20 in do maggiore (1740 ca.)
- Missa Omnium sanctorum ZWV 21 in la minore (1741)
- Requiem ZWV 48 in do minore (1740 ca.)

### Altre composizioni
- 2 Te Deum
- 3 oratori italiani
- 3 fanfare per trombe e timpani
- cantate
- 6 sonate per 2 oboi e fagotto
- 5 capricci per archi e fiati
- 108 salmi
- mottetti
- Sub olea pacis et palma virtutis conspicua Orbi regia Bohemia corona
- Il serpente di bronzo